# 羅富國徑
羅富國徑（英語：Northcote Close）是香港的一條道路，位於香港島薄扶林沙灣，與沙宣道連接。道路以第二十任香港總督羅富國命名。
羅富國徑一帶原為羅富國師範學院的所在地，現已合併到位於新界大埔的香港教育大學。原址則發展為香港大學李嘉誠醫學院，而毗鄰斜坡則建成明愛胡振中中學。